# Chetogena puer
Chetogena puer là một loài ruồi trong họ Tachinidae.